# عشق، شرافت و سلوک
عشق، شرافت و سلوک (انگلیسی: Love, Honor and Behave) یک فیلم صامت کمدی به کارگردانی اف. ریچارد جونز و ارل سی. کنتون است که در سال ۱۹۲۰ منتشر شد.

## بازیگران
- چارلز ماری
- جیمز فینلیسون
- فورد استرلینگ
- ماری پره‌وو
- جورج اوهارا
- شارلوت مینو
- بیلی بوان
- ادی گریبون
- بیلی آمسترانگ
- ریموند گریفیث
- سی‌بل سیلی
- کالا پاشا